# Krasnoufimsk
Krasnoufimsk è una città della Russia  (Oblast' di Sverdlovsk), situata sul fiume Ufa, 224 km a ovest del capoluogo Ekaterinburg; è il capoluogo amministrativo del distretto omonimo.

## Società

### Evoluzione demografica[1]
Abitanti censitiAnno010.00020.00030.00040.00050.0001856192619391970198920062012Popolazione